# Бабська волость
Бабська волость — історична адміністративно-територіальна одиниця Сосницького повіту Чернігівської губернії з центром у селі Баба.
Станом на 1885 рік складалася з 16 поселень, 8 сільських громад. Населення — 9481 особа (4606 чоловічої статі та 4875 — жіночої), 1635 дворових господарств.
|                     | Площа, десятин | У тому числі орної, дес. |
| ------------------- | -------------- | ------------------------ |
| Сільських громад    | 10297          | 6667                     |
| Приватної власності | 4979           | 1521                     |
| Іншої власності     | —              | —                        |
| Загалом             | 15276          | 8188                     |

Основні поселення волості:
- Баба — колишнє державне та власницьке село при річці Баба за 12 верст від повітового міста, 2955 осіб, 550 дворів, православна церква, школа, 3 постоялих будинки, 4 лавки.
- Бондарівка — колишнє державне та власницьке село при річці Лош, 710 осіб, 130 дворів, православна церква.
- Макошин — колишнє власницьке село при річці Десна, 2182 особи, 362 двори, 2 православні церкви, школа, 3 постоялих будинки, 5 лавок.
- Вільшане — колишнє державне та власницьке село при урочищі Конотоп, 1802 особи, 317 дворів, православна церква, школа, постоялий двір, 2 постоялих будинки, 4 лавки, 2 вітряних млини, винокурний завод.
- Слобідка — колишнє державне та власницьке село при річці Баба, 815  осіб, 154 двори, православна церква, постоялий будинок.

1899 року у волості налічувалось 12 сільських громад, населення зросло до 14115 осіб (7150 чоловічої статі та 6965 — жіночої).